# أريغارون أقصى الشمال
أريغارون أقصى الشمال (الاسم العلمي:Erigeron hyperboreus) هو نوع من النباتات يتبع جنس الأريغارون من الفصيلة النجمية.